# 7.5 cm IG 37
7.5 cm leIG 37（独: 7.5 cm Infanteriegeschütz 37）とは第二次世界大戦でドイツ国防軍が使用した歩兵砲である。
1944年6月に最初の84門が生産・配備され、戦争終結時には1,304門が運用されていた。
本砲は当初7.5cm PaK 37と呼称された。7.5 cm IG 37は3.7cm PaK 35/36、およびソビエト連邦から捕獲され、ほぼ同一形状の3.7cm PaK 158(r)の砲架から製造された。製造開始は1944年後半である。また砲身には、歩兵支援用の砲であるIG 42のためにオリジナルに設計されていたものが用いられた。対戦車兵器として、成形炸薬弾が使用された。炸薬は0.5kg、砲弾の存速395m/sの状態で85mmの垂直装甲を貫通した。